# SN 2001bk
SN 2001bk – supernowa typu II odkryta 20 marca 2001 roku w galaktyce A112532-0144. W momencie odkrycia miała maksymalną jasność 18,20m.